# 旧托里尼昂
旧托里尼昂（法語：Taurignan-Vieux，法語發音：[toʁiɲɑ̃ vjø]）是法国阿列日省的一个市镇，属于聖日龍區。

## 地理
旧托里尼昂（43°1'41"N, 1°6'51"E）面积5.86 平方千米，位于法国奧克西塔尼大區阿列日省，该省份为法国西南部内陆省份，西部和北部与上加龙省接壤，东临奥德省，东南至东比利牛斯省接壤，南与安道尔和西班牙接壤。
与旧托里尼昂接壤的市镇（或旧市镇、城区）包括：巴尔雅克、科蒙、加让、洛尔普-桑塔拉耶、托里尼昂卡斯泰。

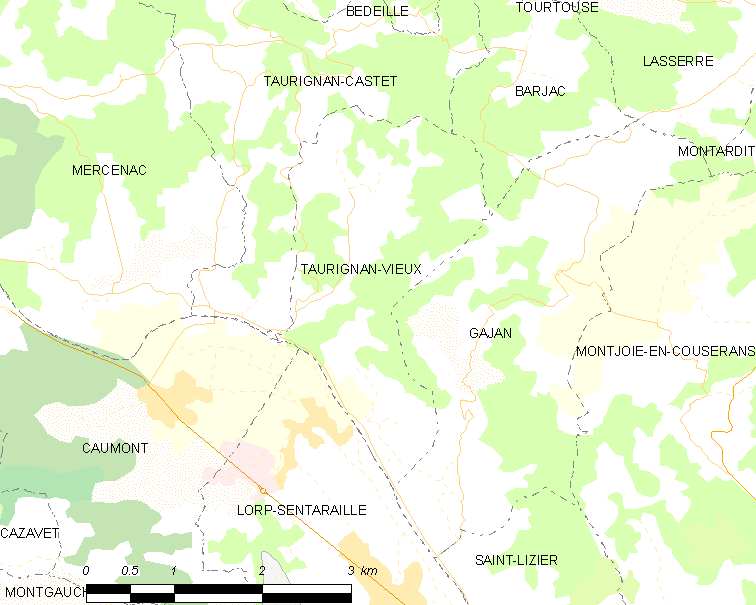
旧托里尼昂的OSM定位图

旧托里尼昂的时区为UTC+01:00、UTC+02:00（夏令时）。

## 行政
旧托里尼昂的邮政编码为09190，INSEE市镇编码为09308。

## 政治
旧托里尼昂所属的省级选区为库斯朗谷地县。

## 人口

1962-2008年间旧托里尼昂人口变化图示

旧托里尼昂于2022年1月1日时的人口数量为206人。